# Mount Seddon
Mount Seddon är ett berg i Antarktis. Det ligger i Östantarktis. Australien gör anspråk på området. Toppen på Mount Seddon är 581 meter över havet.
Terrängen runt Mount Seddon är huvudsakligen platt. Trakten är obefolkad. Det finns inga samhällen i närheten.